# Степанівська сільська рада (Чемеровецький район)
Степа́нівська сільська́ ра́да — колишня адміністративно-територіальна одиниця та орган місцевого самоврядування в Чемеровецькому районі Хмельницької області. Адміністративний центр — село Степанівка.

## Загальні відомості
- Територія ради: 1,829 км²
- Населення ради: 757 осіб (станом на 2001 рік)
- Територією ради протікає річка Батіжок

## Історія
Стефанівка.

## Населені пункти
Сільській раді підпорядковані населені пункти:
- с. Степанівка

## Склад ради
Рада складається з 12 депутатів та голови.
- Голова ради: Мельник Іван Васильович
- Секретар ради: Гаджальська Ольга Михайлівна

### Керівний склад попередніх скликань
| Прізвище, ім'я, по батькові | Основні відомості                                                                           | Дата обрання | Дата звільнення |
| --------------------------- | ------------------------------------------------------------------------------------------- | ------------ | --------------- |
| Загірний Анатолій Іванович  | Сільський голова, 1955 року народження, безпартійний                                        | 26.03.2006   | 31.10.2010      |
| Мельник Іван Васильович     | Сільський голова, 1967 року народження, освіта середня спеціальна, член партії Єдиний Центр | 31.10.2010   |                 |

Примітка: таблиця складена за даними сайту Верховної Ради України

### Депутати
За результатами місцевих виборів 2010 року депутатами ради стали:

#### За суб'єктами висування
| Суб'єкт висування                 | Кількість обраних депутатів | %    |
| --------------------------------- | --------------------------- | ---- |
| Самовисування                     | 10                          | 83,3 |
| Політична партія «Сильна Україна» | 1                           | 8,3  |
| Політична партія «Фронт Змін»     | 1                           | 8,3  |

#### За округами
| № округу                          | Прізвище, ім'я, по батькові   | Дата визнання обраним | Освіта  | Партійна приналежність | Відомості про обраного депутата                 |
| --------------------------------- | ----------------------------- | --------------------- | ------- | ---------------------- | ----------------------------------------------- |
| Політична партія «Сильна Україна» |                               |                       |         |                        |                                                 |
| 10                                | Шаравара Вікторія Віталіївна  | 05.11.2010            | середня | позапартійна           | Степанівське НВО І-ІІ ст., кочегар              |
| Політична партія «Фронт Змін»     |                               |                       |         |                        |                                                 |
| 5                                 | Казьмір Петро Михайлович      | 05.11.2010            | середня | позапартійний          | тимчасово не працює                             |
| Самовисування                     |                               |                       |         |                        |                                                 |
| 1                                 | П'ятак Володимир Анатолійович | 05.11.2010            | вища    | позапартійний          | ТОВ «Волочиськ-агро», агроном                   |
| 2                                 | Мельник Антоніна Дмитрівна    | 05.11.2010            | середня | позапартійна           | пенсіонер                                       |
| 3                                 | Присяжнюк Ніна Федорівна      | 05.11.2010            | середня | позапартійна           | Степанівська сільська рада, секретар            |
| 4                                 | Гаджальська Ольга Михайлівна  | 05.11.2010            | середня | позапартійна           | СГК «Степанівське», каровик                     |
| 6                                 | Юрчак Валентина Миколаївна    | 05.11.2010            | середня | позапартійна           | тимчасово не працює                             |
| 7                                 | Драпата Алла Петрівна         | 05.11.2010            | середня | позапартійна           | Степанівська сільська рада, землевпорядник      |
| 8                                 | Шевчук Наталія Леонідівна     | 05.11.2010            | вища    | позапартійна           | Степанівська сільська рада, бухгалтер           |
| 9                                 | Казьмір Володимир Антонович   | 05.11.2010            | середня | позапартійний          | тимчасово не працює                             |
| 11                                | Найчук Петро Петрович         | 05.11.2010            | середня | позапартійний          | Черчецька дільнична лікарня, медичний працівник |
| 12                                | Найчук Раїса Григорівна       | 05.11.2010            | вища    | позапартійна           | Степанівське НВО І-ІІ ст., директор             |